# (36990) 2000 SA359
2000 SA359 (asteroide 36990) é um asteroide da cintura principal. Possui uma excentricidade de 0.08543560 e uma inclinação de 7.15382º.
Este asteroide foi descoberto no dia 27 de setembro de 2000 por LINEAR em Socorro.